# Golden Gate, Florida
Golden Gate är en ort (CDP) i Collier County, i delstaten Florida, USA. Enligt United States Census Bureau har orten en folkmängd på 23 961 invånare (2010) och en landarea på 10,1 km².